# Max Schmidheiny-Stiftung
Die Max Schmidheiny-Stiftung an der Universität St. Gallen wurde am 18. April 1978 vom Industriellen Max Schmidheiny zu dessen 70. Geburtstag gegründet. Ihr Zweck ist nach eigenen Angaben die „Erhaltung und Weiterentwicklung der freiheitlichen Wirtschafts- und Gesellschaftsordnung“.

## Stiftungsrat
Der Stiftungsrat wird präsidiert von Thomas Schmidheiny, einem der Söhne des Stifters. Andreas R. Kirchschläger, CEO der elea Foundation for Ethics in Globalization und ehemaliger Geschäftsführer der St. Galler Stiftung für Internationale Studien, fungiert als Delegierter. Weitere Mitglieder des Stiftungsrates sind
- Monika Bütler, Ökonomin und Honorarprofessorin für Wirtschaftspolitik, Universität St. Gallen (HSG)
- Reiner Eichenberger, Professor für Finanz- und Wirtschaftspolitik, Universität Freiburg
- Ann-Veruschka Jurisch, Politikerin (FDP), Mitglied des Deutschen Bundestages
- Barbara Kux, Mitglied des Aufsichtsrats, Henkel und Vice Chairman, Firmenich
- Urs Schoettli, Publizist und Consultant on Asian Affairs
- Zeno Staub, CEO der Vontobel Holding AG.[3]

## Tätigkeiten
An der Universität St. Gallen finanziert sie die „Max Schmidheiny-Stiftungsprofessur für Unternehmertum und Risiko“.
1979 bis 2003 gab die Stiftung den „Freiheitspreis“. Zu den Preisträgern gehören etwa Politiker wie José María Figueres Olsen und Carlos Salinas de Gortari, Manager wie Hans Lutz Merkle und Organisationen wie Radio Free Europe / Radio Liberty. Der letzte Preisträger war der frühere UN-Generalsekretär Kofi Annan.
Die Stiftung hat sowohl durch finanzielle als auch durch wissenschaftliche Unterstützung zur Realisierung folgender beider Publikationen beigetragen:
- Schweizerische Wirtschaftspolitik im internationalen Wettbewerb. Eine ordnungspolitische Analyse
- Mut zum Aufbruch. Eine wirtschaftspolitische Agenda für die Schweiz